# The Last Fight
The Last Fight è un brano del gruppo musicale gallese Bullet for My Valentine, secondo singolo estratto dal loro terzo album Fever. Una versione acustica della canzone è stata pubblicata come Pre-order Only bonus track soltanto per la versione scaricabile da iTunes dell'album.

## Il Brano
Il singolo ha avuto buone recensioni da parte della critica tanto da essere considerato uno dei pezzi più di successo dell'intero album. La rivista Rock Sound ad esempio ne elogia i veloci passaggi ("... it demonstrate as much from the outset, presenting fast-paced passages before parrying the momentum into upswings of melody...", PopMatters invece avvicinandolo a Pleasure and Pain e Dignity ne apprezza la grande energia che è in grado di trasmettere ("... high-energy, dynamic songs with powerful vocals and creative solos...") e infine, non meno importante, la BBC ritiene che assieme a Your Betrayal e Fever formi un bel trio d'apertura.

## Il video
Il video musicale è stato pubblicato per la prima volta il 12 marzo 2010 per il mercato britannico nel MySpace personale della band e successivamente il 18 marzo per il resto del mondo.
La scena è ambientata in una tetra stanza al cui interno vi sono due uomini (uno mascherato e uno non) che lottano tra di loro mentre i quattro artisti stanno suonando apparentemente lì vicino. Dopo un lungo combattimento, il combattente col volto celato viene smascherato e ci si accorge che in realtà si tratta dello stesso uomo contro cui lo stesso sta combattendo.
Tutta questa messa in scena allude alle parole della canzone che parla di un tentativo di combattere la dipendenza di sostanze stupefacenti: all'inizio credi di star combattendo la droga ma alla fine ti rendi conto di combattere solo contro te stesso.

## Tracce

### CD singolo UK - Promo pubblicazione
1. The Last Fight - 4:18

### Singolo 7" Edizione Limitata (altri paesi)
1. The Last Fight - 4:18
2. Begging for Mercy - 3:55

## Formazione

### Gruppo
- Matthew Tuck - voce principale, chitarra ritmica
- Michael Padget - chitarra principale, voce addizionale
- Jason James - basso, voce addizionale
- Michael Thomas - batteria

Altri musicisti
- Matt Bond - pianoforte nella versione acustica

### Produzione
- Don Gilmore - produttore
- Chris Lord-Alge - missaggio
- Paul R. Brown - regista del video ufficiale

## Classifiche
| Classifica (2010)          | Posizione massima |
| -------------------------- | ----------------- |
| Australia                  | 85                |
| Regno Unito                | 92                |
| Regno Unito (rock & metal) | 2                 |